# Alexander Sternberg (Schauspieler)
Alexander Sternberg (* 6. Juni 1973 in Wiesbaden) ist ein deutscher Schauspieler.

## Werdegang
Alexander Sternberg absolvierte nach dem Schulabschluss einen Zivildienst,.Er wurde an der Actors Academy Berlin ausgebildet und spielte  Theater, unter anderem in Wien, Berlin, Halle (Saale), Senftenberg, Stendal und Nordhausen.
Nach diversen Fernsehauftritten – so beispielsweise in Little White Lies, Verbotene Liebe, und OP ruft Dr. Bruckner – übernahm der Schauspieler von 2005 bis 2006 die Rolle des Maximilian „Max“ Petersen in der Sat.1-Telenovela Verliebt in Berlin. 2008 war er in der Krimiserie Unschuldig zu sehen. In der überwiegend auf See spielenden ZDF-Serie Küstenwache übernahm er 2009 eine Gastrolle als André Walther. Im Jahr 2010 spielte er in der von RTL initiierten Filmkomödie Ausgerechnet Afrika die männliche Hauptrolle an der Seite von Jasmin Gerat und Rike Schmid. Im selben Jahr drehte Sternberg in den USA für das ZDF eine Folge der Fernsehserie Kreuzfahrt ins Glück mit dem Titel Hochzeitsreise nach Las Vegas. In der vom ZDF 2010 gestarteten neuen Reihe mit Werken von Katie Fforde spielte er im ersten Film Eine Liebe in den Highlands an der Seite von Henriette Richter-Röhl und Johannes Zirner eine tragende Rolle.

## Filmografie

### Fernsehen
- 2005–2006: Verliebt in Berlin (Fernsehserie)
- 2006: Verliebt in Berlin – Das Ja-Wort
- 2007: SOKO Leipzig – Happy End
- 2008: Unschuldig
- 2009: Le Commissariat
- 2009: Küstenwache
- 2009: Inga Lindström – Wiedersehen in Eriksberg
- 2010: Kreuzfahrt ins Glück – Hochzeitsreise nach Las Vegas
- 2010: Katie Fforde: Eine Liebe in den Highlands
- 2010: Ausgerechnet Afrika
- 2011: Heiter bis tödlich: Nordisch herb
- 2011: Allein gegen die Zeit
- 2012: Heiter bis tödlich: Alles Klara
- 2012: Klinik am Alex
- 2013: SOKO Leipzig
- 2013: Die Rosenheim-Cops (Serie, Folge: Abpfiff)
- 2014: Soko Wismar
- 2015: In aller Freundschaft

### Kino
- 2005: Lunik
- 2007: Stühle im Schnee (Kurzfilm)
- 2010: Entzauberungen
- 2011: Liebeslieder für Untermenschen
- 2015: Morpheus
- 2019: Don't tell father(Film)US
- 2020: The Doctor's monster(Film)US
- 2023: Mr. Ferguson (Film)US

## Theater
- 2000–2002: Romeo und Julia Theater der Altmark. Stendal
- 2000–2002: Der Klassenfeind, Theater der Altmark, Stendal
- 2000–2002: Hasch mich, Genosse, Theater der Altmark, Stendal
- 2000–2002: Paul und Paula Theater der Altmark, Stendal
- 2003: Was zählt ist die Familie, Theater am Kurfurstendamm
- 2004: Senftenberger Erzählungen, Neue Buhne Senftenberg
- 2004: Frühlingserwachen, Neue Buhne Senftenberg
- 2004: Galanacht, Komödie am Ku'damm
- 2006–2007: Mondscheintarif, Theater am Kurfurstendamm